# Johnstone (Familienname)
Johnstone ist ein englischer Familienname.

## Namensträger
- Alex Johnstone (1961–2016), schottischer Politiker
- Alison Johnstone (* 1965), schottische Politikerin
- Anna Hill Johnstone (1913–1992), US-amerikanische Kostümbildnerin
- Anne Grahame Johnstone (1928–1998), britische Autorin und Illustratorin, siehe Janet und Anne Grahame Johnstone
- Archibald Johnstone (1924–2014), kanadischer Geschäftsmann und Politiker
- Banner Johnstone (1882–1964), britischer Ruderer
- Bobby Johnstone (1929–2001), schottischer Fußballspieler
- Brad Johnstone (* 1950), neuseeländischer Rugby-Union-Spieler
- Bruce Johnstone (1937–2022), südafrikanischer Automobilrennfahrer
- Caitlin Johnstone, australische Journalistin
- Campbell Johnstone (* 1980), neuseeländischer Rugby-Union-Spieler
- Charles Johnstone (1719–1800), irischer Schriftsteller
- Clint Johnston (1915–1975), US-amerikanischer Drehbuchautor
- Clive Johnstone (1963–2024), britischer Vizeadmiral der Royal Navy
- Davey Johnstone (* 1951), britischer Gitarrist
- Derek Johnstone (* 1953), schottischer Fußballspieler
- Diana Johnstone (* 1934), US-amerikanische Journalistin und Autorin
- Diane Johnstone, US-amerikanisch-kanadische Schauspielerin
- Douglas Johnstone (* 1970), schottischer Autor und Musiker, siehe Doug Johnstone
- Douglas Johnstone (* 1969), schottischer Fußballspieler, siehe Dougie Johnstone
- Eve Johnstone, britische Psychiaterin und Hochschullehrerin
- George Johnstone (Marineoffizier) (1730–1787), britischer Marineoffizier und Politiker
- George Johnstone (Politiker) (1846–1921), US-amerikanischer Politiker
- George Johnstone (Fußballspieler) (1914–1974), schottischer Fußballspieler
- George Johnstone Stoney (1826–1911), irischer Physiker
- Gerard Johnstone (* 1976), neuseeländischer Regisseur und Drehbuchautor
- Harcourt Johnstone (1895–1945), britischer Politiker, Unterhausabgeordneter
- Hugo Johnstone-Burt (* 1987), australischer Schauspieler
- Iain Johnstone (Produzent) (* 1943), britischer Produzent und Drehbuchautor
- Iain Johnstone (Regisseur), britischer Fernsehregisseur und Drehbuchautor
- Iain M. Johnstone (* 1956), australisch-US-amerikanischer Statistiker
- James Johnstone, 2. Marquess of Annandale (um 1687/1688–1730), schottischer Adliger
- James Johnstone (Entdecker) (um 1759–1823), britischer Marineoffizier
- James Johnstone (Jazzmusiker), britischer Jazzmusiker
- James Hope-Johnstone, 3. Earl of Hopetoun (1741–1816), schottischer Peer
- Janet Johnstone (1928–1979), britische Autorin und Illustratorin, siehe Janet und Anne Grahame Johnstone
- Jimmy Johnstone (1944–2006), schottischer Fußballspieler
- John Johnstone (1892–1969), US-amerikanischer Hochspringer
- John Young Johnstone (1887–1930), kanadischer Maler des Impressionismus
- Joseph Johnstone (1860–1931), schottischer Politiker
- Keith Johnstone (1933–2023), britischer Regisseur und Schauspiellehrer
- Megan Johnstone-Lamaze (* 1977), US-amerikanische Springreiterin
- Nancy Bell-Johnstone (* 1959), US-amerikanische Biathletin
- Nathan Johnstone (* 1990), australischer Snowboarder
- Nick Johnstone (* 1970), britischer Autor und Musikjournalist
- Patrick Johnstone (* 1938), britischer evangelischer Missionar, Bibelübersetzer und Buchautor
- Patrick Hope-Johnstone, 11. Earl of Annandale and Hartfell (* 1941), britischer Politiker
- Percy Hope-Johnstone (1909–1983), britischer Peer, Soldat und Autorennfahrer
- Peter Johnstone (Fußballspieler) (1887–1917), schottischer Fußballspieler
- Peter Johnstone (Rugbyspieler) (1922–1997), neuseeländischer Rugby-Union-Spieler
- Peter Johnstone (Diplomat) (* 1944), britischer Diplomat und Kolonialbeamter
- Peter Johnstone (Mathematiker) (* 1948), britischer Mathematiker
- Peter Johnstone (Dartspieler) (1961–2019), schottischer Dartspieler
- Richard Johnstone (1936–2022), neuseeländischer Radrennfahrer
- Robin Johnstone (1901–1976), britischer Ruderer
- Sam Johnstone (* 1993), englischer Fußballtorhüter
- Tony Johnstone (* 1956), simbabwischer Golfspieler
- Tony Johnstone-Burt (* 1958), britischer Marineoffizier
- William Johnstone (Künstler) (1897–1981), schottischer Künstler
- William Johnstone (Schauspieler) (1908–1996), US-amerikanischer Schauspieler
- William Johnstone, 1. Marquess of Annandale (1664–1721), britischer Politiker und Peer
- William Johnstone (Jockey), Jockey
- William Johnstone (Fußballspieler), Fußballspieler
- William W. Johnstone (1938–2004), US-amerikanischer Autor